# Ludovica Zang

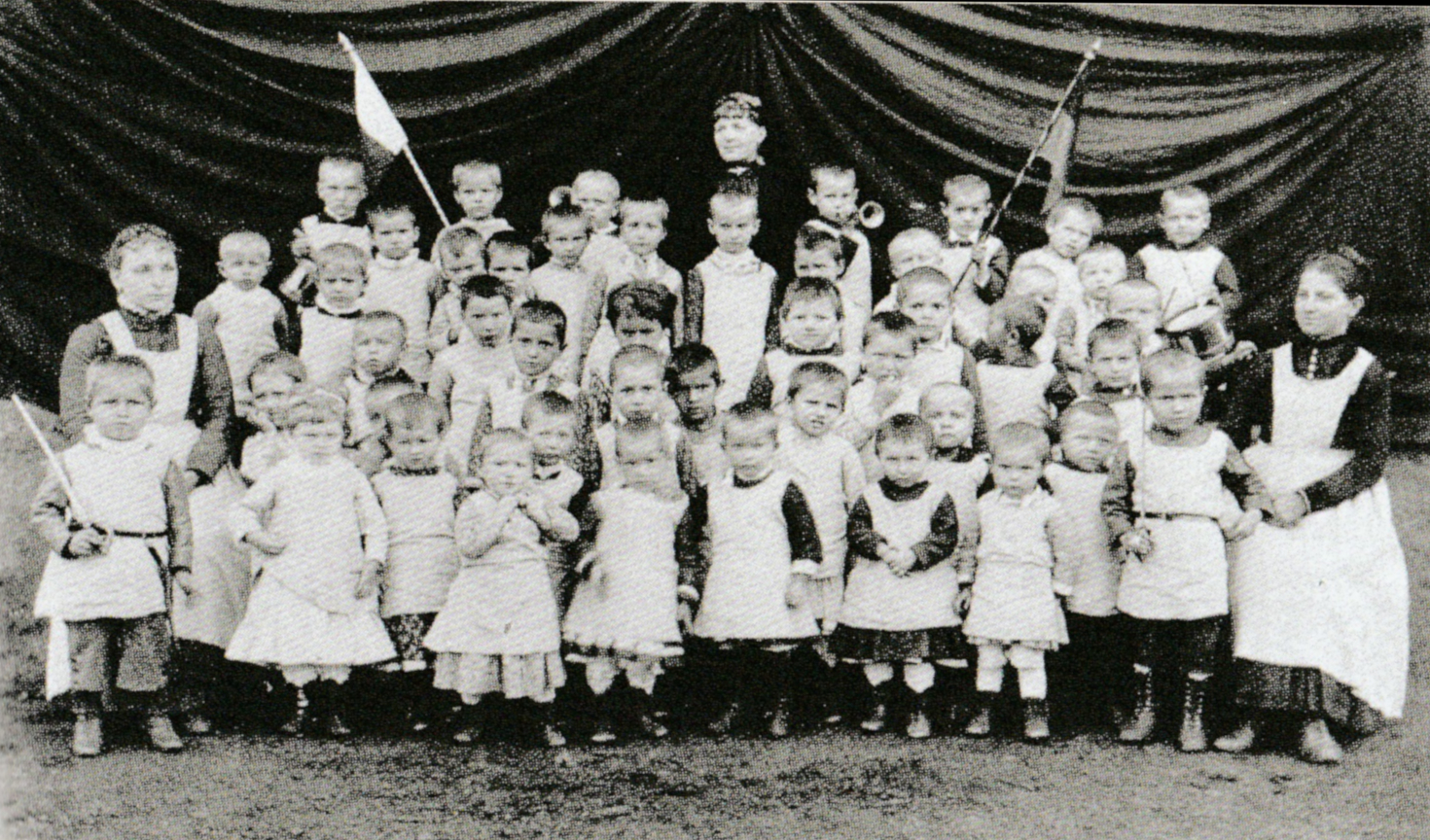
Ludovica Zang (mittig im Hintergrund) mit den Kindern des von ihr eingerichteten Kindergartens. Das Bild stammt aus der nach 1888 angelegten Zangmappe.

Ludovica Zang, geborene von Hreglianovic, (geboren in Petrinja, getauft 15. Mai 1839 in Tomašica, österreichische Militärgrenze; gestorben 13. September 1910 in Semmering, Niederösterreich) war eine österreichische Gewerkin und Wohltäterin. Sie heiratete 1870 den Unternehmer August Zang und betrieb nach dessen Tod seine Kohlenbergwerke im Voitsberg-Köflacher-Revier weiter. Sie verkaufte die Gruben 1897 schließlich an die Graz-Köflacher Eisenbahn- und Bergbaugesellschaft (GKB). Diesem Verkauf war ein jahrelanger Streit zwischen der GKB und Ludovica Zang vorausgegangen. 

## Leben

### Frühes Leben
Ludovica Maria von Hreglianovic wurde als Tochter von Ludwig von Hreglianovic, Unterleutnant der kaiserlich-königlichen Armee, sowie Anna, einer geborenen Kottas von Heldenberg, in der Militärgrenze der Habsburgermonarchie geboren. Ludovica war bei ihrer Geburt ein uneheliches Kind, ein Vater wird im Taufbuch nicht erwähnt. Sie wurde aber nach der Heirat ihrer Mutter mit Ludwig von Hreglianovic im Jahr 1840 von ihm als eheliche Tochter anerkannt. Sie stammte aus dem venezianischen Adelsgeschlecht von Ereglianovich-Albinoni, den Burggrafen von Zengg und Woiwoden von Livno. Ludovica erhielt eine Ausbildung am Wiener Sacré-Cœur-Kloster und war eine Schul- und Kunstreiterin.
Am 6. Juli 1870 heiratete sie in Gotha den österreichischen Unternehmer August Zang, den sie in Wien kennengelernt hatte. Ludovica war Zangs zweite Frau, und da dessen erste Frau noch lebte, konnte er nach katholischem Recht nicht nochmals heiraten. Deshalb waren beide zur evangelischen Kirche Augsburger Bekenntnis konvertiert. Gleichzeitig wurden sie auch Bürger der Stadt Gotha.
Im Jahr 1870 erwarb August Zang Anteile an drei Kohlengruben in Tregist bei Voitsberg, deren Alleineigentümer er 1875 wurde. Auf den Vorschlag Ludovicas hin wurden die als Schindergraben bezeichneten Gruben in Zangtal umbenannt. Er ersteigerte aus der Konkursmasse des Grafen Adolf von Wagensperg 1877 das Schloss Greißenegg bei Voitsberg. Er ließ es zu einem Landhaus umbauen und für Ludovica eine eigene Reitschule am Fuß des Schlosshügels errichten. August Zang kaufte für seine Frau auch mehrere teure englische Turnierpferde sowie Kutschen. Das Ehepaar bewohnte neben dem Schloss Greißenegg noch ein Palais an der Wiener Ringstraße sowie eine Villa in der Grazer Leechgasse.

### Gewerkin und Wohltäterin
August Zang starb am 4. März 1888. Ludovica hatte er per Testament als seine Universalerbin eingesetzt. Sie erbte damit seine Besitzungen sowie ein geschätztes Vermögen von etwa 10 Millionen Gulden. Da zum Erbe auch der Montanbesitz ihres Gatten gehörte, wurde sie auch als Gewerkin Zang bezeichnet. Ludovica war nicht die erste Frau, die als Gewerkin im weststeirischen Bergbau in Erscheinung trat, sie gilt aber als die bedeutendste unter ihnen.
Ludovica führte nach dem Tod ihres Gatten dessen etabliertes großes Haus mit Empfängen von berühmten Gästen fort. So hatte sie im Grazer Hotel Erzherzog Johann am Beginn der Sackstraße ein aus vier Zimmern bestehendes Appartement angemietet, um dort große Empfänge zu geben, und hatte eine Gräfin als Hausdame angestellt. Zu den Gästen gehörten vor allem Schriftsteller und Journalisten der Grazer Zeitungen, aber 1890 ebenso etwa Alexander Graf von Hartenau, der abgesetzte erste Monarch des Fürstentums Bulgarien, der Zang auf dem Schloss Greißenegg besuchte. Zang nutzte das geerbte Vermögen aber nicht nur für Empfänge, sondern war auch sozial eingestellt und unterstützte die Bergarbeiter in ihren Kohlengruben. So zahlte sie in die Knappen-Bruderlade von Zangtal zur Unterstützung von verunglückten und schwer kranken Bergarbeitern sowie der Unterrichtung der Arbeiterkinder ein. Auch eine Fortbildungsschule für die Arbeiter sowie einen Kindergarten für deren Kinder ließ sie 1890 errichten. In Sankt Johann ob Hohenburg ließ sie den sogenannten Schneckenweg, einen Waldweg, der Kleingaisfeld mit dem Friedhof von Sankt Johann verbindet, für die bessere Erreichbarkeit der Schule anlegen. In ihrer Villa in Graz wurde eine Suppenküche für die Armen eingerichtet, ehe sie diese verkaufte und ins Hotel Erzherzog Johann zog.
Ab dem 6. Juli 1889 streikten zuerst die Arbeiter der Grube Zangtal und bald darauf auch die Arbeiter der anderen Kohlengruben im gesamten Voitsberg-Köflacher-Revier und forderten einen Mindestlohn sowie eine bessere Entlohnung. Ludovica dürfte bald den Forderungen der Arbeiter nachgekommen sein, da am 20. Juli 1889 Zangtal als das einzige nicht streikende Kohlenwerk galt. Die umliegenden Fabriken wurden wie üblich mit Kohle versorgt, aber eine Einzahlung von 5 Gulden pro Waggon in die Voitsberger Bruderlade wurde dafür gefordert. Dadurch, dass Ludovica den Forderungen der Bergleute schnell nachgegeben hatte und damit auch die hohe Nachfrage nach Kohle als Erste abdecken konnte, zog sie den Neid ihrer Mitbewerber auf sich. Im Jahr 1892 erwarb Ludovica den Grubenbesitz der Grillbüheler Mulde in Kowald bei Voitsberg, die 1897 aus sechs einfachen Grubenmaßen bestand.
Ludovica verbrachte auf dem Schloss Greißenegg vor allem die Sommermonate. Bei der Bewirtschaftung der Kohlegruben wurde Ludovica von Ratgebern unterstützt. In zeitgenössischen Berichten gibt man dem extravaganten Lebensstil Ludovicas, verbunden mit ihrer fehlenden geschäftlichen Erfahrung sowie ihren schlechten Ratgebern die Schuld, dass sie einen Großteil ihres Vermögens verlor. Der bereits mit August Zang in Konkurrenz stehende Joseph Rochlitzer, Direktor der Graz-Köflacher Eisenbahn- und Bergbaugesellschaft (GKB), verstärkte nach dessen Tod den Druck auf Ludovica, den geerbten Montanbesitz zu verkaufen. Zwischen Ludovica und Rochlitzer kam es ab 1895 auch zu einem offenen Streit, der unter anderem über polemische Zeitungsberichte geführt wurde. Am 1. November 1897 gab Ludovica dem Druck aus Geldmangel und vermutlich außerdem aufgrund ihres fortgeschrittenen Alters nach und verkaufte die Kohlengruben an die GKB für 500.000 Gulden. Sie blieb jedoch bis zu ihrem Tod weiterhin Verwaltungsrats-Präsidentin der Lankowitzer Kohlen-Compagnie und damit eine Konkurrentin von Rochlitzer.

### Späteres Leben
Im Jahr 1903 verkaufte Ludovica das Schloss Greißenegg an den Grafen Ludwig Witold von Ostrovsky und übersiedelte in das neu eröffnete Hotel Panhans in Semmering. Ludovica Zang starb am 13. September 1910 in der Gemeinde Semmering. Ihr Leichnam wurde in Maria Schutz aufgebahrt und am 15. September laut zeitgenössischen Zeitungsberichten entweder direkt nach Wien überstellt, um dort in der Gruft ihres Mannes am Wiener Zentralfriedhof beigesetzt zu werden, oder vor der Überstellung zuerst nach Gotha gebracht, um dort verbrannt zu werden.
Ihren Nachlass erbte Ludovicas Nichte als Universalerbin.

„Die gestern [sic!] verstorbene Witwe des Publizisten August Zang war eine Frau von ungewöhnlichen Eigenschaften. Als August Zang, damals schon ein hoher Fünfziger, die schöne und interessante junge Dalmatinerin heiratete, war sie nur mit der herkömmlichen oberflächlichen Klosterbildung ausgestattet. Aber im Verkehr mit ihm und dem Kreise von Schriftstellern, der ihn umgab, erwarb sie sich genügend historische und sogar politische Kenntnisse, um den Zeitereignissen mit einem Interesse folgen zu können, das oft zu leidenschaftlicher Teilnahme anwuchs. Nach dem Tode ihres Mannes übernahm sie die Leitung des Bergwerkes, das er ihr hinterlassen hatte. Sie war geschäftlich unerfahren. Aber in das technische Getriebe fand sie sich bald hinein, wußte sich energisch geltend zu machen und entfaltete zugleich eine rührende Fürsorge für ihre Arbeiter. Sie hatte ein starkes Verlangen, tätig zu sein und nützlich zu wirken, dabei eine lebhafte Neigung zu effektvoller Eleganz und delikatestem Luxus. In ihrem Palais in der Johannesgasse, jetzt Schoeller, lebte sie als große Dame. In pietätvoller Erinnerung an ihren verstorbenen Gatten blieb sie immer voll Hochachtung für den journalistischen Beruf und fühlte sich selbst halb und halb als zur Journalistik gehörig.“